# 亞洲電力發展
亞洲電力發展有限公司（除牌當時為0166.HK），是一間曾在香港上市公用事業公司，當時是由合和實業於1993年分拆上市。
主要經營位於中國、菲律賓及印尼發電廠權益。因合和受亞洲金融風暴影響及泰國業務受到挫折，被美國上市美國南方電力收購，之後成為Mirant旗下公司。公司於1997年1月30日因私有化而除牌。

## 外部連結
- mirant.com